# Jorge Elias dos Santos
Jorge Elias dos Santos (* 6. Juni 1991) ist ein brasilianischer Fußballspieler.

## Karriere
Dos Santos begann seine Karriere bei Mogi Mirim EC. Nachdem er zweimal verliehen worden war, wechselte er im Februar 2015 nach Österreich zum Zweitligisten Kapfenberger SV. Sein Debüt in der zweiten Liga gab er am 23. Spieltag der Saison 2014/15 gegen den SV Horn.
Im Februar 2017 wurde er in die Ukraine an den Erstligisten Tschornomorez Odessa verliehen.
Im August 2017 wechselte er nach Malta zum Hibernians Football Club, bei dem er einen bis Juni 2018 gültigen Vertrag erhielt.